# Гасанов, Сардар
Сардар Гасанов (азерб. Sərdar Həsənov) — азербайджанский тяжёлоатлет. Представлял Азербайджан на летних Олимпийских играх 2008 и 2012 гг.

## Спортивная карьера
В 2007 году Гасанов принял участие на чемпионате мира, где занял 14-е место. На чемпионате Европы 2008 года Сардар Гасанов занимает 5-е место. В этом же году он представлял Азербайджан на Олимпийских играх. Также он занимает второе место на I Всемирном межуниверстетском чемпионате. Через год он занимает 8-е место на чемпионат Европы в Бухаресте. В 2010 году на чемпионате Европы он занимает 5-е место. На чемпионате мира этого же года он занимает 6-место, а на чемпионате мира 2011 года Гасанову достаётся 5-е. На Олимпийских играх 2012 года в Лондоне Гасанов занимает 8-е место. В 2013 году в Тиране Сардар Гасанов становится вице-чемпионом Европы. Однако по итогам допинг-теста у него в крови был обнаружен дегидрометилтестестерон, за что Гасанов был дисквалифицирован до апреля 2015 года.